# Thịt mực

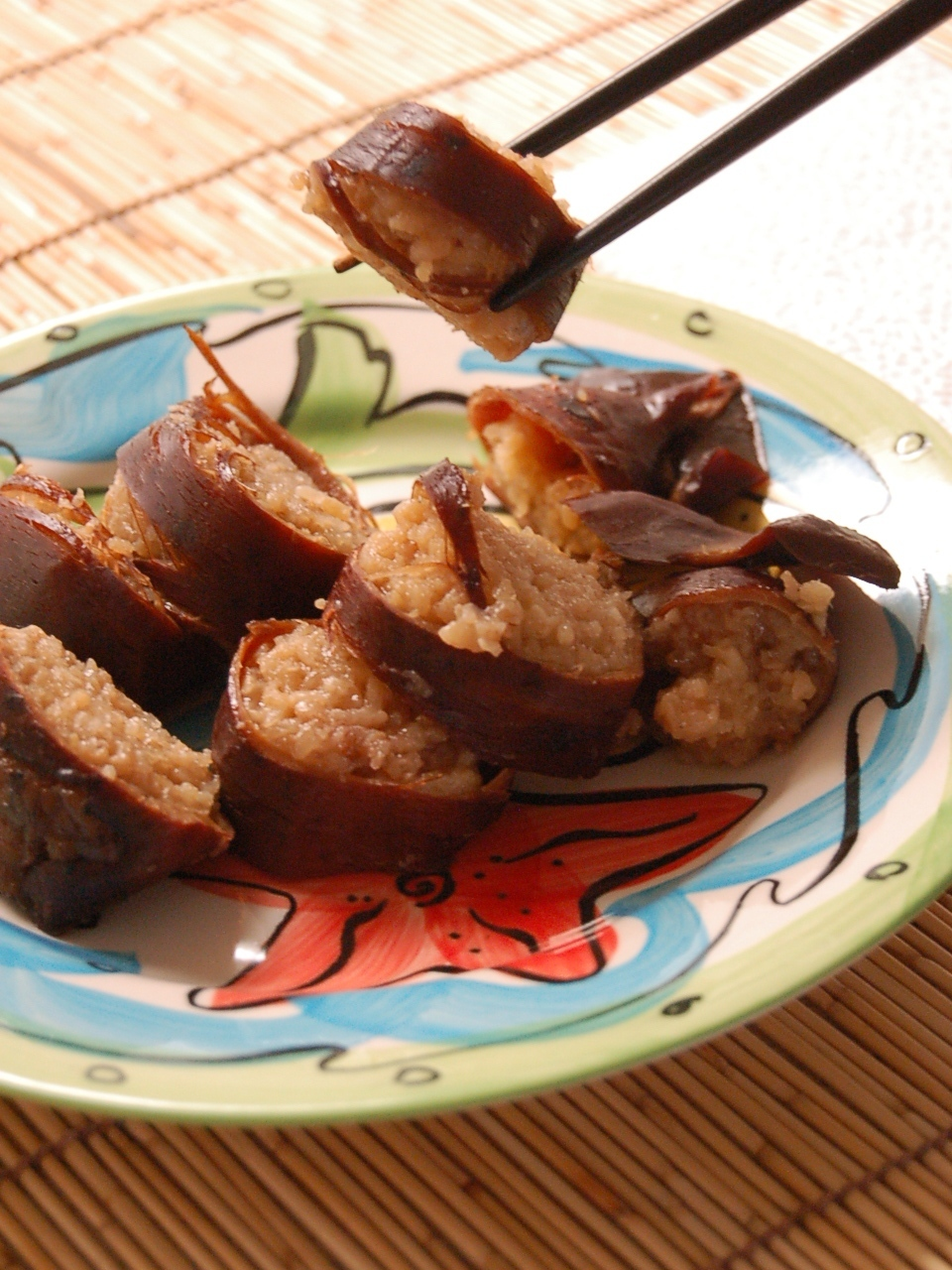
Thịt mực nhồi

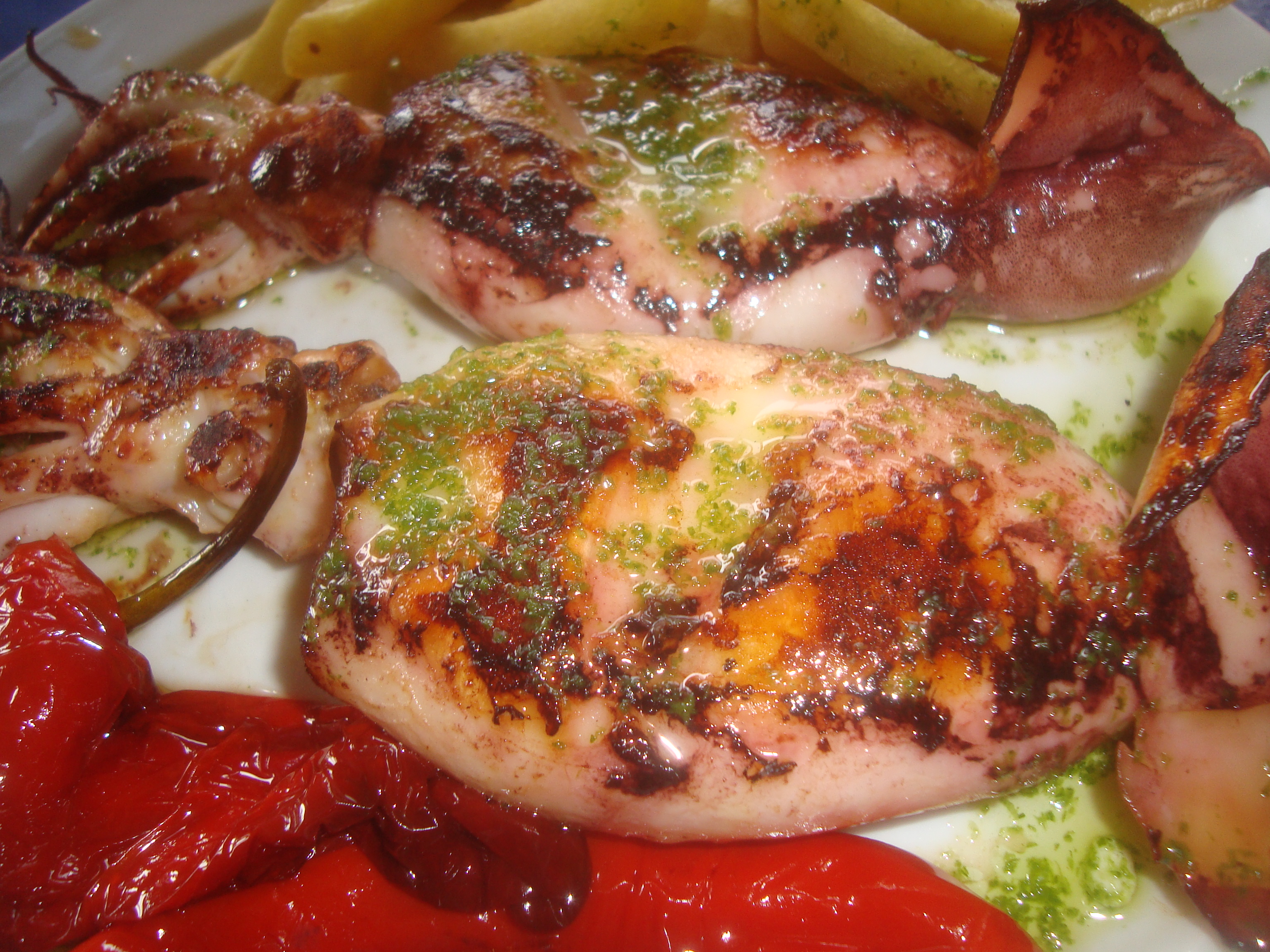
Thịt mực

Thịt mực hay còn gọi là cá mực là phần thịt của các loài mực (gồm mực ống và mực nang), đây là loại thực phẩm phổ biến trên thế giới. Trong thịt mực có protein, lipid, Ca, P, Fe, vitamin B1, B2, B6, PP.thịt mực có chứa rất nhiều chất dinh dưỡng như protein; calci; các chất vi lượng (đồng, kẽm); phosphor; sắt; các loại vitamin như A, B1, B1, D, E có nhiều peptit có tác dụng chống độc tố, chống phóng xạ. Ngoài ra trong mai mực còn có các chất hữu cơ, chất keo, các muối của calci như carbonat, phosphat, sulfat.
Theo Đông y, mực có vị đậm, tính bình, có tác dụng bổ máu dưỡng âm, chống mệt mỏi, chống suy lão, chữa ứ tắc thông kinh, bổ huyết, dưỡng tâm thông mạch, tăng cường chức năng gan thận, giải độc gan phòng tiểu đường. Thịt cá mực có vị ngọt, chua, tính bình, có tác dụng bổ trung, ích khí, điều kinh. Những người bị bệnh thiếu máu, chóng mặt, ù tai, xuất tinh sớm nên dùng nhiều như một loại thuốc tẩm bổ.Và thịt mực thì rất ngon,nếu có thêm sốt

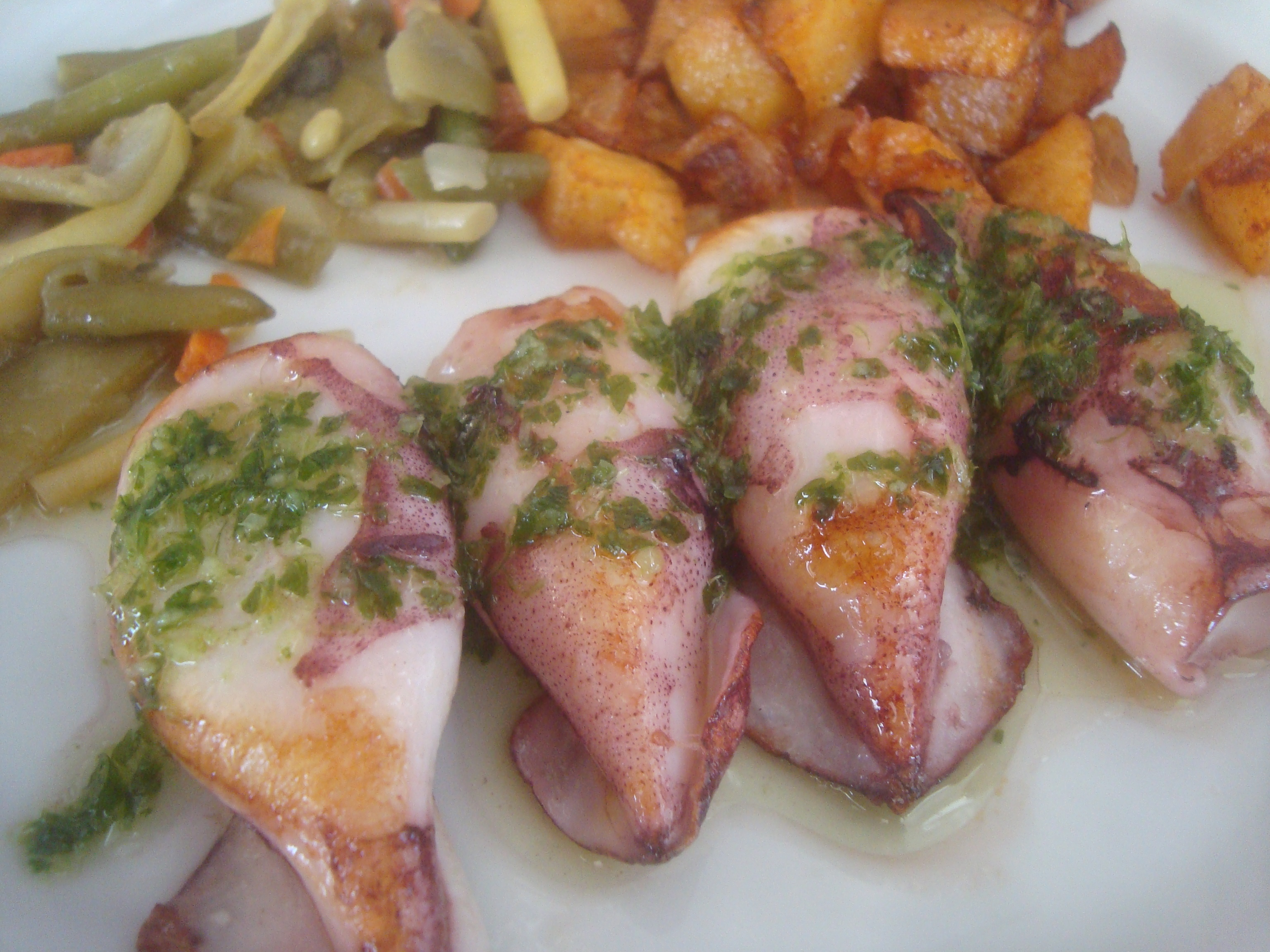
Thịt mực

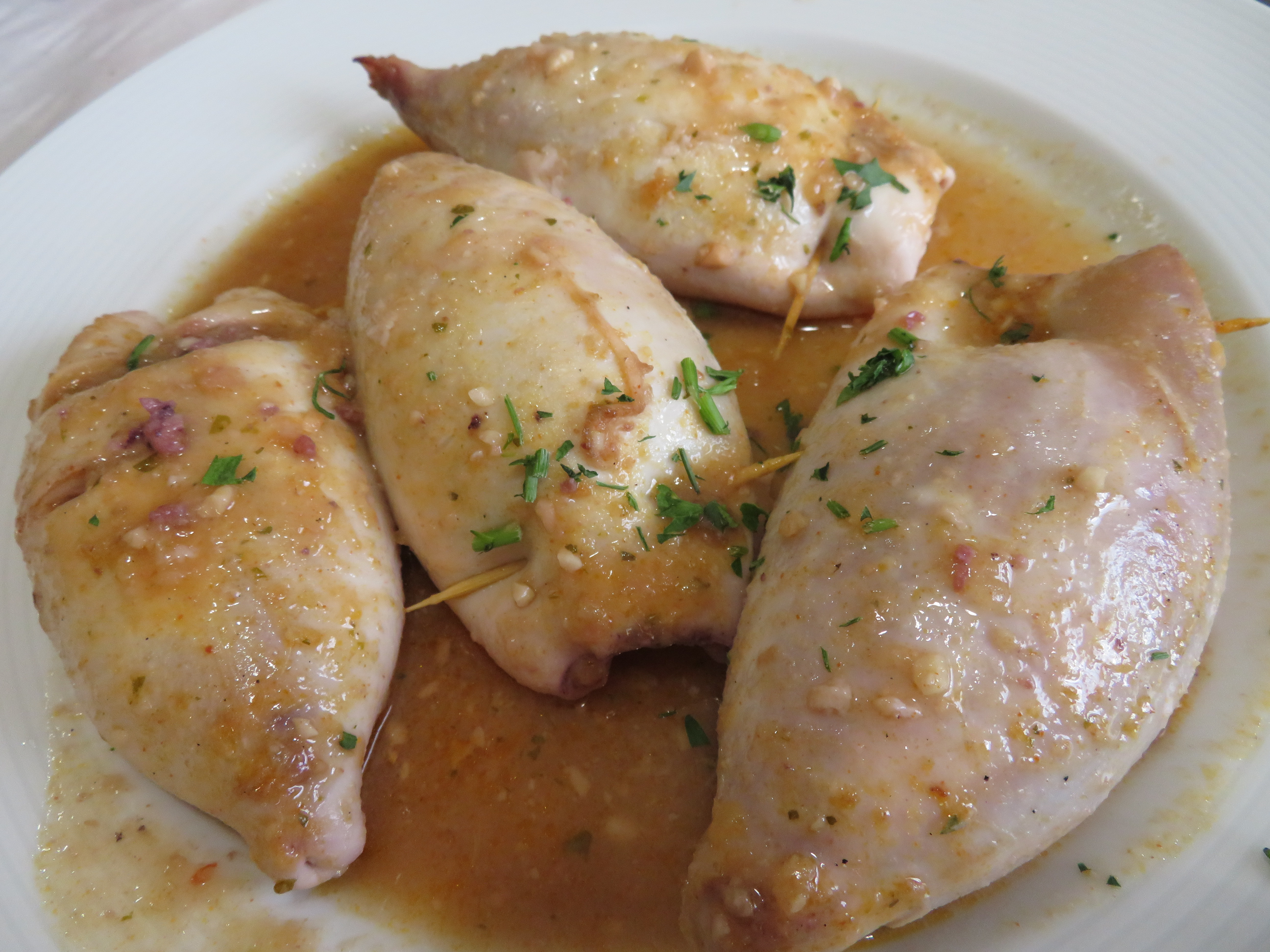
Thịt mực